# Annaberg (Nowa Ruda)

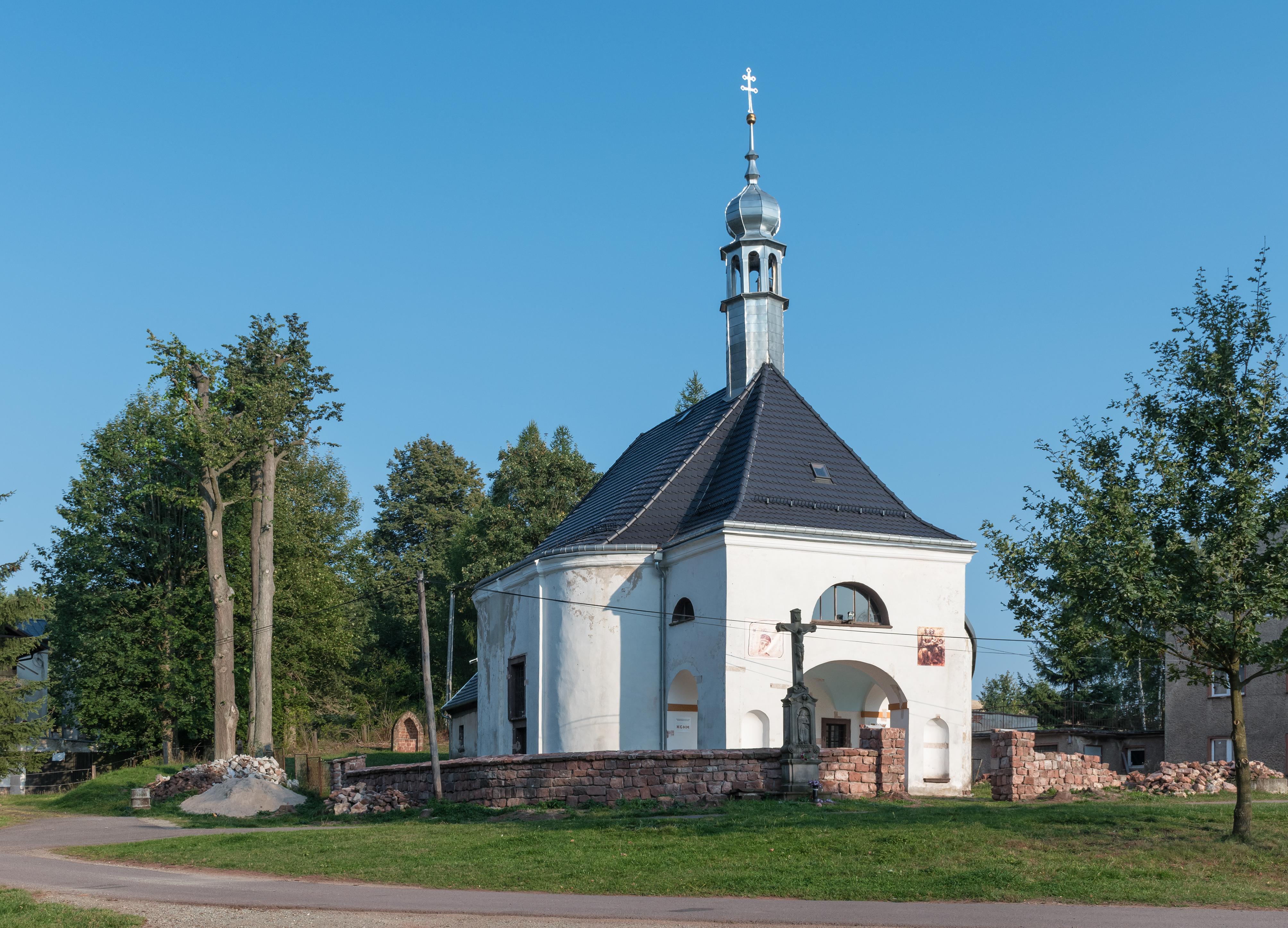
St.-Anna-Kapelle (2016)

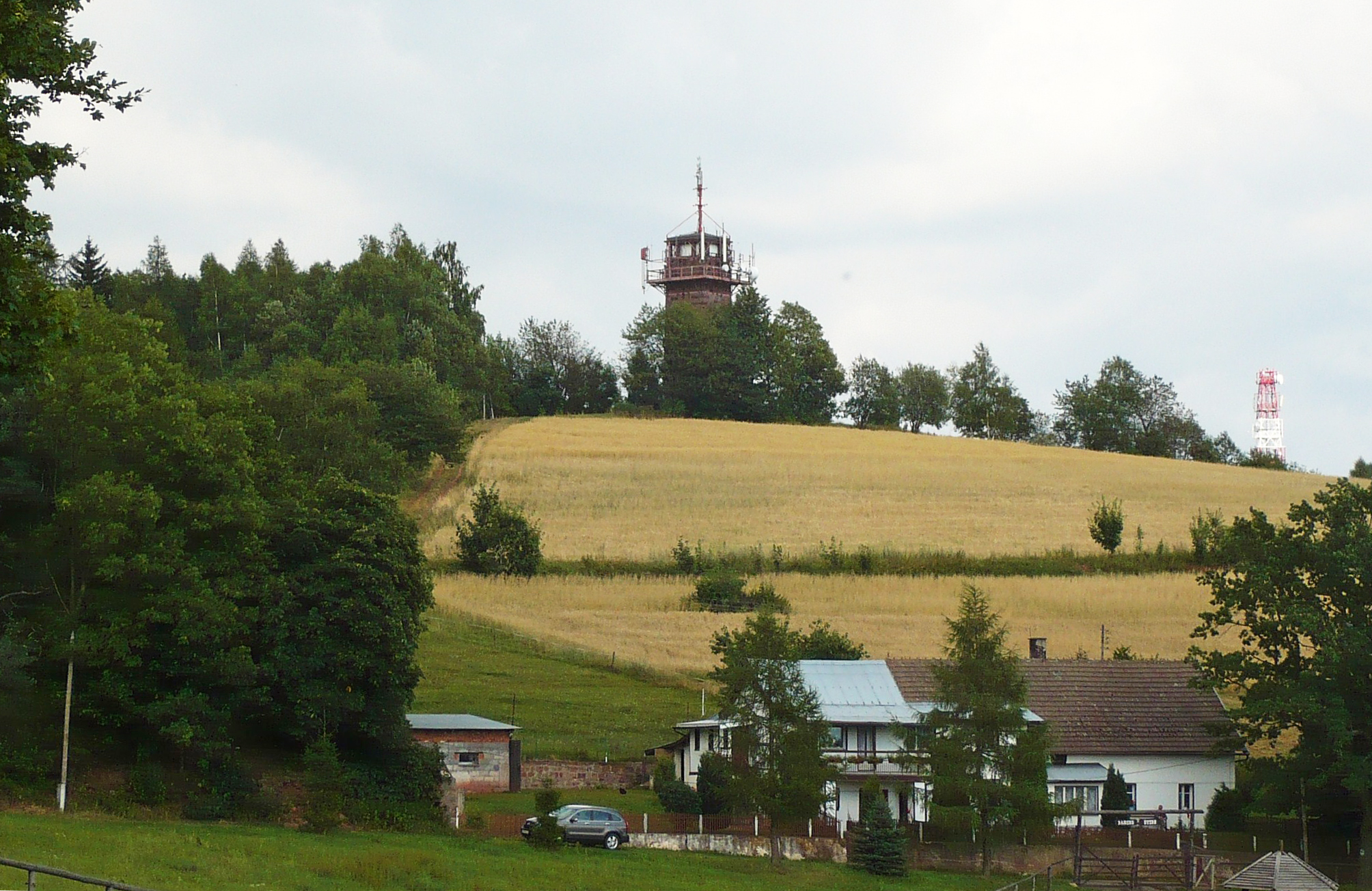
Blick auf den Annaberg

Der Annaberg (seit 1945/46 polnisch Góra Świętej Anny) ist ein kleiner Berg oberhalb der Stadt Nowa Ruda (Neurode) im Powiat Kłodzki der Woiwodschaft Niederschlesien in Polen. Der Annaberg gehört zusammen mit dem Graupenberg (polnisch Krępec) zu den Neuroder Bergen. Am südwestlichen Hang befinden sich die verstreuten Häuser der Kolonien Teuber (Zagórzyn) und Friedrichsbau (Łężno), südlich Bieganów (Biehals).

## Geschichte
Erschließung des Annaberges durch Anlegen eines Wanderweges waren Verdienst von Karl Ferche, der 30 Jahre lang Vorsitzender der Neuroder Sektion des Glatzer Gebirgsvereins war und zeitweilig auch dem Neuroder Magistrat angehörte. Unterhalb befindet sich seit 1927 ein Obelisk aus rotem Sandstein mit einer Gedenktafel, die an Carl Ferche erinnert: „Wanderer, wisse, dass dieser Stein gesetzt dem treuesten Freund unserer Berge! Habe sie lieb wie er; glaub', sie vergelten es dir!“. Der Stein wurde 1997 erneuert und mit einer polnischen Übersetzung der Inschrift versehen. Eine am steilen Stationsweg errichtete Pestkapelle erinnert an die Pestepidemie von 1680.

## Wallfahrtskapelle St. Anna
Die Wallfahrtskapelle St. Anna auf dem Neuroder Annaberg (Kaplica pielgrzymkowa Św. Anny) wurde 1515 mit dem Gnadenbild Anna selbdritt als Holzkapelle errichtet. Während der Reformation wurde die Kapelle abgerissen und im Zuge der Gegenreformation 1644 neu errichtet. 1662–1665 wurde sie vermutlich von dem Tessiner Baumeister Andrea Carove umgebaut. Die Kapelle mit dreiblättrigem Grundriss, rundem Chorschluss und Langhaus hat einen zweigeschossigen Vorbau mit Eingangshalle. Der Hauptaltar stammt aus dem 17. Jahrhundert, die Wandmalereien wurden 1895 vom Neuroder Maler Anton Pelke geschaffen.

## Aussichtsturm
Der 1911 aus örtlichem Rotsandstein erbaute Annabergturm ist 23 m hoch. Eine von Säulen getragene Schutzhalle umgibt den Turmfuß, auch die Turmhaube ist von acht Säulen getragen. Der Aussichtsturm bietet eine Aussicht über Neurode, die Ruda Góra (Galgenberg) und die Bogusza (Hentschelkoppe) bis zum Eulengebirge.

## Wanderwege
- Grüne Markierung: Kościelec – Allerheiligenberg (Góra Wszystkich Świętych) – Annaberg – Graupensattel (Przełęcz pod Krępcem) – Neurode – Königswalder Spitzberg – Nieder Königswalde (Świerki Dolne) – Kompleks Gontowa – Falkenberg (Sokolec) – Eulenbaude – Hohe Eule,
- Gelbe Markierung: von Scharfeneck (Sarny) nach Neurode
- Die 1903 erbaute Annabaude (Schronisko na górze Świętej Anny), ist sie heute in Privatbesitz und verfällt.[2]